# Black (песня Pearl Jam)
«Black» (в переводе с англ. — «Чёрный») — песня американской рок-группы Pearl Jam. Песня является пятой в дебютном альбоме группы «Ten» 1991 года. Слова к данной песне, так же как и ко всем остальным песням в альбоме написал вокалист группы Эдди Веддер, музыка же была составлена гитаристом Стоуном Госсардом.
На фоне глобального успеха альбома в 1992 году, звукозаписывающий лейбл, сотрудничавший с Pearl Jam, требовал от группы релиза песни в качестве сингла, однако они отказались. По словам фронтмена Pearl Jam, группа никогда не стремилась создавать хитовые синглы, чтобы получить больше денег и славы. «Black» и другие их песни были написаны как часть страсти группы к музыке и творчеству. Несмотря на то, что песня не была выпущена синглом, ей удалось достичь 3-го места в чарте US Billboard Mainstream Rock Tracks. Ремиксы песни были включены группой в свой альбом лучших хитов Rearviewmirror 2004 года и в переиздание Ten 2009 года. «Black», наряду с «Alive», «Jeremy» и «Even Flow», остаётся одной из самых популярных песен группы, а также любимой фанатами.

## История написания
До Pearl Jam, начало пути Стоуна Госсарда и Джеффа Амента в музыке было трагическим. Их предыдущий проект, Mother Love Bone, закончился после смерти вокалиста Эндрю Вуда от передозировки героином, за пару месяцев до запланированного выхода их дебютного альбома. Группа распалась, а оба музыканта оставили музыку на время траура. Вскоре Госсард вновь объединился с Джеффом Аментом после того, как его поддержал будущий гитарист Pearl Jam Майк Маккриди.  Ритм-гитарист Госсард, вместе с бас-гитаристом Амментом и лид-гитаристом Маккриди, а также с помощью барабанщика Soundgarden Мэтта Кэмерона, записывают демо под названием The Gossman Project. «Black» возникла как инструментальное демо под названием «E-Ballad». Это была одна из пяти песен (впоследствии ставших песнями «Once», «Footsteps», «Alive», «Black» y «Alone»), которые Госсард собрал на кассете под названием Stone Gossard Demos '91, которая распространялась с целью найти вокалиста и барабанщика для только созданной Pearl Jam. С надеждой на приглашение в группу бывшего барабанщика Red Hot Chili Peppers Джека Айронса, ему отправляют носитель. Из-за занятости в других проектах, Айронс отказывается от приглашения, но обещает Стоуну поделиться кассетой со своим другом из Сан-Диего по имени Эдди. На кассете записаны демо-песни без слов, такие как «Dollar Short» и «E-Ballad». В будущем Эдди превратит «Dollar Short» в «Alive», а «E-Ballad» в «Black». Веддер записал вокал для трёх песен с демо-кассеты, «Dollar Short», «Agytian Crave»и «Times of Trouble» («Alive», «Once» и «Footsteps») и отправил её обратно в Сиэттл. Вместе эти 3 композиции рассказывают одну историю, которую сам певец назвал «The Mamasan Trilogy». Прослушав запись, группа осталась в восторге и сразу же пригласила Веддера прилететь в Сиэттл. По дороге в город он написал текст для песни «E-Ballad», которую он назвал «Black». Композиция была записана во время сессий записи альбома Ten в студии London Bridge Studios с Риком Парашаром в качестве продюсера. Окончательно песня была смикширована и завершена в студии Ridge Farm Studios в Суррее в Англии, при участии Тима Палмера.
О ведущей гитарной партии в песне Майк Маккриди сказал:
Это больше похоже на подражание Стиви, когда я играю какие-то размеренные мотивы. Я был очень увлечен этим приемом - в общем-то, я и сейчас увлечен, но тогда это было, наверное, более очевидно. Я действительно считал песню прекрасной. Стоун написал ее, и просто позволил мне делать то, что я хотел.

## О песне
«Black» — одна из самых личных песен, которые когда-либо писал Эдди Веддер. Она исследует природу безответной любви, через которую, вероятно, прошёл сам Веддер. Поэтому он считал, что «Black» должна остаться на своём законном месте, в середине альбома, а не на виду у многих людей на радио. По мнению певца, "Black" должна была остаться песней для ярых фанатов Pearl Jam. Также музыкант признался, что данная песня требует много эмоциональных сил для исполнения.
Как и «Alive», и «Jeremy», и «Black». Эти песни разрывают меня.
В официальной книге Pearl Jam Twenty 2011 года автора Марка Уилкерсона, Веддер поделился смыслом песни:
Она о первых отношениях. Песня об отпускании. Очень редко отношения выдерживают земное притяжение и то, куда оно приведёт людей и как они будут расти.

## Приём
Песня «Black» была впервые исполнена на сцена сиэтлского кафе Off Ramp 22 октября 1990 года, лишь несколько недель спустя приглашения Веддера в группу в качестве вокалиста. «Black» стала одной из самых известных песен Pearl Jam и является центральной эмоциональной частью альбома Ten. На фоне успеха таких песен с альбома, как «Alive», «Jeremy» и «Even Flow», Epic Records, стал настаивать на выпуске эмоциональной баллады "Black" в качестве сингла. Невзирая на давление со стороны лейбла, группа отказалась, опасаясь, что эмоциональный вес песни будет разрушен из-за многочисленных воспроизедений на радио и последующего неминуемого выхода клипа. Веддер заявил: "хрупкие песни будут раздавлены бизнесом. Я не хочу быть частью этого. Не думаю, что группа хочет в этом участвовать". Даже несмотря на то, что песня не была выпущена в виде сингла, радиостанции Соединённых Штатов повсеместно воспроизводили её, что в конечном итоге поспособствовало подъёму композиции на третье место в чарте Billboard Mainstream Rock Tracks и 20-е место в чарте Billboard Modern Rock Tracks в 1993 году.
В 2011 году в опросе журнала Rolling Stone, «Black» была поставлена читателями на 9 место в списке лучших баллад за всё время. 2 года спустя, в аналогичном опросе, «Black» была признана 7 самой грустной песней всех времён.

## Участники записи

### Pearl Jam
- Эдди Веддер - солист
- Майк МакКриди - лид-гитарист
- Стоун Госсард - ритм-гитарист
- Джефф Амент - бас-гитарист
- Дэйв Крузен - барабанщик

### Приглашённые участники
- Рик Парашар - фортепиано, орган Хаммонда
- Мэтт Кэмерон - барабанщик на демо «E-Ballad»

## Чарты
| Чарты (1993)                       | Пик |
| ---------------------------------- | --- |
| US Mainstream Rock (Billboard)     | 3   |
| US Alternative Airplay (Billboard) | 20  |